# Professional Baseball Spirits
Professional Baseball Spirits (em japonês プロ野球スピリッツ) é uma série de jogos eletrônicos de beisebol, baseada na Nippon Professional Baseball desenvolvido pela Pawapuro Production e publicado pela Konami, todos os jogos da série foram lançados apenas no Japão
A série começou com o Pro Yakyū Spirits 2004 em 2004, nos anos posteriores a série foi nomeada por números até a versão 6, a partir de 2010 passou a receber numeração por ano, foi lançado para PlayStation 2 da versão 2004 até a versão 2010, para PlayStation 3 da versão 3 (2007) até a 2015, para Xbox 360 na versão 3, para PlayStation Portable da versão 2010 até 2014, para PlayStation Vita de 2012 a 2019, para PlayStation 4 a partir de 2019.